# Objeto astronômico
Um objeto astronômico, objeto celeste, objeto estelar ou corpo celestial é uma entidade, associação ou estrutura física de ocorrência natural que existe no universo observável. Na astronomia, os termos objeto e corpo são frequentemente usados de forma intercambiável. No entanto, um corpo astronômico ou corpo celeste é uma entidade única, fortemente ligada e contígua, enquanto um objeto astronômico ou celeste é uma estrutura complexa e menos coesa, que pode consistir em vários corpos ou mesmo outros objetos com subestruturas.
Exemplos de objetos astronômicos incluem sistemas planetários, aglomerados de estrelas, nebulosas e galáxias, enquanto asteroides, satélites naturais, planetas e estrelas são corpos astronômicos. Um cometa pode ser identificado como corpo e objeto: é um corpo quando se refere ao núcleo congelado de gelo e poeira, e um objeto quando descreve o cometa inteiro com sua coma e cauda difusa.

## História
Objetos astronômicos como estrelas, planetas, nebulosas, asteroides e cometas têm sido observados por milhares de anos, embora as primeiras culturas pensassem nesses corpos como deuses ou divindades. Essas culturas primitivas consideravam os movimentos dos corpos muito importantes, pois usavam esses objetos para ajudar a navegar por longas distâncias, contar entre as estações e determinar quando plantar. Durante a Idade Média, as culturas começaram a estudar mais de perto os movimentos desses corpos. Vários astrônomos do Oriente Médio começaram a fazer descrições detalhadas de estrelas e nebulosas, e fariam calendários mais precisos com base nos movimentos dessas estrelas e planetas. Na Europa, os astrônomos se concentraram mais em dispositivos para ajudar no estudo dos objetos celestes e na criação de livros didáticos, guias e universidades para ensinar mais sobre astronomia às pessoas.
Durante a revolução científica, em 1543, foi publicado o modelo heliocêntrico de Nicolau Copérnico. Este modelo descrevia a Terra, juntamente com todos os outros planetas, como sendo corpos astronômicos que orbitavam ao redor do Sol localizado no centro do Sistema Solar. Johannes Kepler descobriu as leis de Kepler do movimento planetário, que são propriedades das órbitas que os corpos astronômicos compartilhavam, isso foi usado para melhorar o modelo heliocêntrico. Em 1584, Giordano Bruno propôs que todas as estrelas distantes são seus próprios sóis, sendo o primeiro em séculos a sugerir essa ideia. Galileo Galilei foi um dos primeiros astrônomos a usar telescópios para observar o céu, em 1610 ele observou as quatro maiores luas de Júpiter, agora chamadas de luas galileanas. Galileu também fez observações das fases de Vênus, crateras na Lua e manchas solares no Sol. O astrônomo Edmond Halley conseguiu prever com sucesso o retorno do cometa Halley, que agora leva seu nome em 1758. Em 1781, William Herschel descobriu o novo planeta Urano, sendo o primeiro planeta descoberto não visível a olho nu.
Nos séculos XIX e XX, novas tecnologias e inovações científicas permitiram aos cientistas expandir consideravelmente sua compreensão da astronomia e dos objetos astronômicos. Telescópios e observatórios maiores começaram a ser construídos e os cientistas começaram a imprimir imagens da Lua e de outros corpos celestes em chapas fotográficas. Novos comprimentos de onda de luz não vistos pelo olho humano foram descobertos, e novos telescópios foram feitos que possibilitaram ver objetos astronômicos em outros comprimentos de onda de luz. Joseph von Fraunhofer e Angelo Secchi foram pioneiros no campo da espectroscopia, o que lhes permitiu observar a composição de estrelas e nebulosas, e muitos astrônomos foram capazes de determinar as massas de estrelas binárias com base em seus elementos orbitais. Os computadores começaram a ser usados para observar e estudar grandes quantidades de dados astronômicos sobre as estrelas, e novas tecnologias, como o fotômetro fotoelétrico, permitiram aos astrônomos medir com precisão a cor e a luminosidade das estrelas, o que lhes permitiu prever sua temperatura e massa. Em 1913, o Diagrama de Hertzsprung-Russell foi desenvolvido pelos astrônomos Ejnar Hertzsprung e Henry Norris Russell independentemente um do outro, que traçava estrelas com base em sua luminosidade e cor e permitia aos astrônomos examinar facilmente as estrelas. Verificou-se que as estrelas geralmente caíam em uma banda de estrelas chamada estrelas de sequência principal no diagrama. Um esquema refinado para classificação estelar foi publicado em 1943 por William Wilson Morgan e Philip Childs Keenan com base no Diagrama de Hertzsprung-Russell. Os astrônomos também começaram a debater se existiam outras galáxias além da Via Láctea, esses debates terminaram quando Edwin Hubble identificou a nebulosa de Andrômeda como uma galáxia diferente, juntamente com muitas outras distantes da Via Láctea.

## Galáxia e maiores
O universo pode ser visto como tendo uma estrutura hierárquica. Nas maiores escalas, o componente fundamental da montagem é a galáxia. As galáxias são organizadas em grupos e aglomerados, muitas vezes dentro de superaglomerados maiores, que são amarrados ao longo de grandes filamentos entre vazios quase vazios, formando uma teia que abrange o universo observável.
As galáxias têm uma variedade de morfologias, com formas irregulares, elípticas e em forma de disco, dependendo da sua formação e histórias evolutivas, incluindo a interação com outras galáxias, o que pode levar a uma fusão. As galáxias de disco abrangem galáxias lenticulares e espirais com características, como braços espirais e um halo distinto. No núcleo, a maioria das galáxias tem um buraco negro supermassivo, que pode resultar em um núcleo galáctico ativo. As galáxias também podem ter satélites na forma de galáxias anãs e aglomerados globulares.

## Dentro de uma galáxia
Os constituintes de uma galáxia são formados a partir de matéria gasosa que se reúne por meio da autoatração gravitacional de maneira hierárquica. Nesse nível, os componentes fundamentais resultantes são as estrelas, que são tipicamente montadas em aglomerados das várias nebulosas em condensação. A grande variedade de formas estelares é determinada quase inteiramente pela massa, composição e estado evolutivo dessas estrelas. As estrelas podem ser encontradas em sistemas multiestrelas que orbitam umas sobre as outras em uma organização hierárquica. Um sistema planetário e vários objetos menores, como asteroides, cometas e detritos, podem se formar em um processo hierárquico de acreção a partir dos discos protoplanetários que cercam as estrelas recém-formadas.
Os vários tipos distintos de estrelas são mostrados pelo Diagrama de Hertzsprung-Russell (diagrama H-R), um gráfico de luminosidade estelar absoluta versus temperatura da superfície. Cada estrela segue uma trilha evolucionária neste diagrama. Se essa trilha levar a estrela por uma região que contém um tipo de variável intrínseca, suas propriedades físicas podem fazer com que ela se torne uma estrela variável. Um exemplo disso é a faixa de instabilidade, uma região do diagrama H-R que inclui as variáveis Delta Scuti, RR Lyrae e Cefeida. A estrela em evolução pode ejetar alguma porção de sua atmosfera para formar uma nebulosa, seja de forma constante para formar uma nebulosa planetária ou em uma explosão de supernova que deixa um remanescente. Dependendo da massa inicial da estrela e da presença ou ausência de uma companheira, uma estrela pode passar a última parte de sua vida como um objeto compacto; seja uma anã branca, uma estrela de nêutrons ou um buraco negro.

## Forma

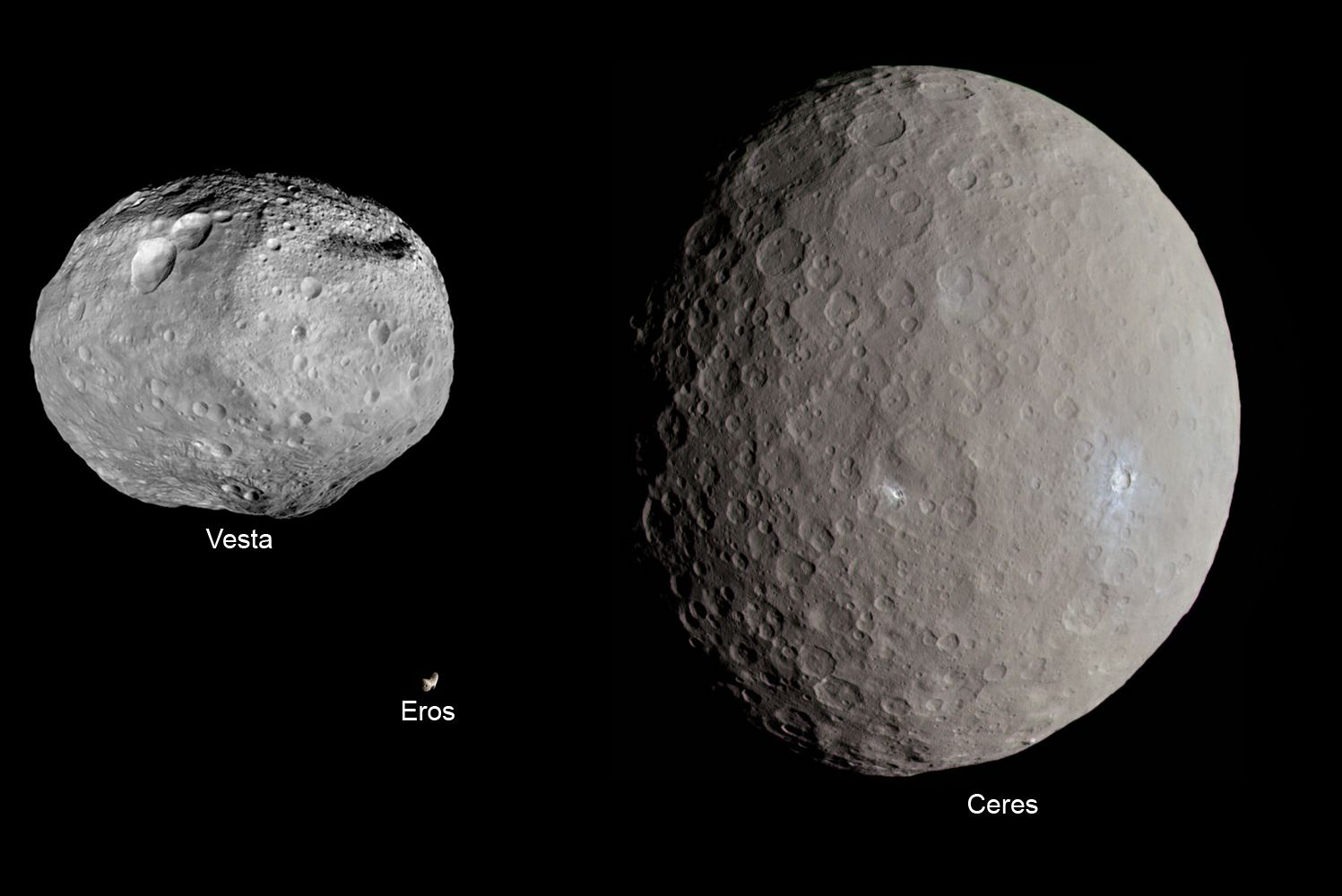
Imagem composta mostrando o planeta anão redondo 1 Ceres; o 4 Vesta ligeiramente menor, principalmente redondo; e o muito menor, muito mais irregular que 433 Eros

As definições de planeta e planeta anão da União Astronômica Internacional (IAU) exigem que um corpo astronômico em órbita do Sol tenha passado pelo processo de arredondamento para atingir uma forma aproximadamente esférica, uma conquista conhecida como equilíbrio hidrostático. A mesma forma esferoidal pode ser vista desde planetas rochosos menores como Marte até gigantes gasosos como Júpiter.
Qualquer corpo natural em órbita do Sol que tenha atingido o equilíbrio hidrostático é classificado pela IAU como um corpo menor do Sistema Solar (SSSB). Estes vêm em muitas formas não esféricas que são massas irregulares acrescidas ao acaso pela queda de poeira e rocha; não há massa suficiente para gerar o calor necessário para completar o arredondamento. Alguns SSSB são apenas coleções de rochas relativamente pequenas que são fracamente mantidas próximas umas das outras pela gravidade, mas na verdade não são fundidas em um único grande rocha matriz. Alguns SSSB maiores são quase redondos, mas não atingiram o equilíbrio hidrostático. O corpo menor do Sistema Solar 4 Vesta é grande o suficiente para ter sofrido pelo menos uma diferenciação planetária parcial.
Estrelas como o Sol também são esferoidais devido aos efeitos da gravidade em seu plasma, que é um fluido de fluxo livre. A fusão estelar em curso é uma fonte muito maior de calor para as estrelas em comparação com o calor inicial liberado durante a formação.

## Categorias por localização
A tabela abaixo lista as categorias gerais de corpos e objetos por sua localização ou estrutura.
| Corpos solares | Extrasolar | Extrasolar | Extrasolar | Universo observável |
| Corpos solares | Corpos simples | Objetos compostos | Objetos estendidos | Universo observável |
| --- | --- | --- | --- | --- |
| Sistema Solar - Planeta gigante - Gigante gasoso - Gigante gelado - Heliosfera - Nuvem de Oort - Nuvem de Hills - Meteoroide - Micrometeoroide - Meteoro - Bólido - Satélites naturais - Satélite natural menor - Subsatélites (hipótetico) - Planetas menores (ver abaixo) - Asteroides - Planetas anões - Satélites naturais - Binários - Sinestia (hipótetico) - Planetas (ver abaixo) - Sistema de anel - Objetos transnetunianos - Corpo menor do Sistema Solar - Cometas - Planetesimal - Contato binário - Sol Planets - Mercúrio - Vênus - Terra – Lua - Marte – satélites - Júpiter – satélites - Saturno – satélites - Urano – satélites - Netuno – satélites Planetas anões - Plutão – satélites - Éris – Disnomia - Ceres - Makemake – satélite - Haumea – satélites - Outros Planetas menores - Vulcanoides (hipótetico) - ꞌAylóꞌchaxnim - Atiras - Objetos próximos da Terra - PHO - Arjuna - Aton - Apolo - Amor - Cruzador de Marte - Cinturão de asteroides (famílias) - Alinda - Cibele - Eos - Flora - Hilda - Hungaria - Hígia - Koronis - Maria - Nysa - Palas - Foceia - Themis - Vesta - Troianos - Terra - Marte - Júpiter - Urano - Netuno - Centauros - Damocloides - Objetos do Cinturão de Kuiper - KBO clássicos - TNO ressonantes - Plutinos (2:3) - Twotinos (1:2) - Objetos de disco dispersos - Objetos separados - Sednoide | Exoplanetas - Ctônico (teórico) - Análogo à Terra - Júpiter excêntrico - Exolua - Exolua separada por maré - Exocometa - Júpiter quente - Netuno quente - Planeta órfão - Oceânico (teórico) - Planeta de pulsar - Super-Terra - Planeta bloqueado por maré - Planeta globo ocular (teórico) - Planeta toroidal (teórico) - Troiano (teórico) - USP Anãs marronss - Tipos - M · L · T · Y - Subanãs marrons Estrelas (veja as seções abaixo) - Classificação estelar - População estelar III, II, I - Estrela peculiar - Evolução estelar - Estrela variável - Estrela compacta Por luminosidade / evolução - Protoestrela - Objeto estelar jovem - Pré-sequência principal - Sequência principal - Subanãs - Subgigantes - Gigantes - Vermelha / Azul - Gigantes brilhantes - Supergigantes - Vermelha / Azul - Hipergigantes - Anã ultrafria - Quase estrela (hipótetico) - Estrelas compactas (ver abaixo) Estrelas compactas - Buraco negro - Estelar - Massa intermediária - Supermassivo - GRB - BBH - Estrela exótica (hipótetico) - Estrela de ferro (hipótetico) - Estrela de nêutrons - Blitzar (hipótetico) - Magnetar - Pulsar - Objeto de Thorne–Żytkow (hipótetico) - Estrela de Planck (hipótetico) - Estrela preon (hipótetico) - Estrela de quarks (hipótetico) - Estrela estranha (hipótetico) - Anã branca - Anã negra (teórico) Por estrelas peculiares - Classe A - Peculiar · Metálica - Bário - Retardatária azul - Carbono - P Cygni - Tipo S - Concha - Wolf-Rayet Variáveis – Extrínsecas - Rotação - Alpha2 CVn - Elipsoidal - Binários eclipsantes - Algol - Beta Lyrae - W Ursae Majoris Variáveis – Intrínsecas - Pulsante - Cefeidas - W Virginis - Delta Scuti - RR Lyrae - Mira - Semirregular - Irregular - Beta Cephei - Alpha Cygni - RV Tauri - Variáveis eruptivas - Estrelas eruptivas - T Tauri - FU Orionis - RCr Borealis - Luminosa azul - Cataclísmica - Simbiótica - Micronova - Anãnova - Nova - Supernova - Tipo: Ia · Ib/c · II - Hipernova - GRB - Supernova fracassada Por tipos espectrais - O (azul) - B (branco-azulado) - A (branco) - F (branco-amarelado) - G (amarelo) - K (laranja) - M (vermelho) | Sistemas - Planetário - Estrela - Estrelas em geral - Binária (ver abaixo) - Triplos - Ordem superior Estrelas binárias - Por observação - Óptica - Visual - Astrométrico - Espectroscópico - Eclipsante - Binários fechados - Separado - Semiseparado - Contato - Raio X - Erupção Agrupamentos estelares - Aglomerado estelar - Associação estelar - Aberto - Globular - Hipercompacto - Constelação - Asterismo Galáxias - Galáxias em geral - Grupos e aglomerados - Galáxia satélite - Superaglomerado - Por componente - Bojo - Braço espiral - Disco fino - Disco grosso - Halo - Coroa - Cauda de maré - Fluxo estelar - Por morfologia - Espiral - Espiral barrada - Lenticular - Elíptica - Anel - Irregular - Por tamanho - Aglomerado mais brilhante - Elíptica gigante - Anã - Por tipo - Protogaláxia - Starburst - Escura - Ativa - Rádio - Seyfert - Quasar - Microquasar - Blazar - OVV - Pepita vermelha - Galáxia vazia | Discos e mídia - Interplanetário - Nuvem de poeira - Meio - Campo magnético - Disco estelar - Acreção - Circunstelar - Protoplanetário - Detritos - Interestelar - Nuvem - Meio - ORC - Intergaláctico - Poeira - Meio - ORC Nebulosa - Emissão - Planetária - Remanescente de supernova - Plerion - Região H II - Reflexão - Escura - Nuvem molecular - Glóbulo de Bok - Proplyd - Região H I Escala cósmica - CMB - Corda cósmica (hipótetico) - Matéria escura - MACHO - WIMP - Parede de domínio (hipótetico) - Poeira - Filamento - LQG - Vazio - Supervazio | Representação logarítmica do universo observável com os notáveis objetos astronômicos conhecidos hoje. De baixo para cima, os corpos celestes são organizados de acordo com sua proximidade com a TerraInfográfico listando 210 objetos astronômicos notáveis marcados em um mapa logarítmico central do universo observável. Uma pequena visão e algumas característicasdistintivas para cada objeto astronômico estão incluídas |